# Tignano-Roma
Tignano-Roma is een plaats (frazione) in de Italiaanse gemeente Sasso Marconi.